# Таблица извода
Једна од главних операција у математичкој анализи је налажење извода. Ова табела даје списак извода многих функција. Ознаке f и g представљају диференцијабилне функције реалних бројева, а c је реалан број. Ове формуле су довољне да се диференцира било која елементарна функција. Напомена: У даљем тексту означаваћемо извод функције f на уобичајен начин: {\displaystyle {\mathrm {d}  \over \mathrm {d} x}f(x)}, да бисмо назначили да се диференцира по параметру {\displaystyle x}.

## Општа правила извода
Линеарност
{\displaystyle \left({cf}\right)'=cf'}
{\displaystyle \left({f+g}\right)'=f'+g'}
Извод производа
{\displaystyle \left({fg}\right)'=f'g+fg'}
Извод количника
{\displaystyle \left({f \over g}\right)'={f'g-fg' \over g^{2}},\qquad g\neq 0}
Извод сложене функције
{\displaystyle (f\circ g)'=(f'\circ g)g'}
Извод инверзне функције
{\displaystyle (f^{-1})'={\frac {1}{f'\circ f^{-1}}}.\,}

## Изводи простих функција
{\displaystyle {\mathrm {d}  \over \mathrm {d} x}c=0}
{\displaystyle {\mathrm {d}  \over \mathrm {d} x}x=1}
{\displaystyle {\mathrm {d}  \over \mathrm {d} x}cx=c}
{\displaystyle {\mathrm {d}  \over \mathrm {d} x}|x|={|x| \over x}=\operatorname {sgn} x,\qquad x\neq 0}
{\displaystyle {\mathrm {d}  \over \mathrm {d} x}x^{c}=cx^{c-1}} где су и xc и cxc-1 дефинисани
{\displaystyle {\mathrm {d}  \over \mathrm {d} x}\left({1 \over x}\right)={\mathrm {d}  \over \mathrm {d} x}\left(x^{-1}\right)=-x^{-2}=-{1 \over x^{2}}}
{\displaystyle {\mathrm {d}  \over \mathrm {d} x}\left({1 \over x^{c}}\right)={\mathrm {d}  \over \mathrm {d} x}\left(x^{-c}\right)=-{c \over x^{c+1}}}
{\displaystyle {\mathrm {d}  \over \mathrm {d} x}{\sqrt {x}}={\mathrm {d}  \over \mathrm {d} x}x^{1 \over 2}={1 \over 2}x^{-{1 \over 2}}={1 \over 2{\sqrt {x}}},\qquad x>0}

## Изводиекспоненцијалнихилогаритамскихфункција
{\displaystyle {\mathrm {d}  \over \mathrm {d} x}c^{x}={c^{x}\ln c},\qquad c>0}
{\displaystyle {\mathrm {d}  \over \mathrm {d} x}e^{x}=e^{x}}
{\displaystyle {\mathrm {d}  \over \mathrm {d} x}\log _{c}x={1 \over x\ln c},\qquad c>0,c\neq 1}
{\displaystyle {\mathrm {d}  \over \mathrm {d} x}\ln x={1 \over x},\qquad x>0}
{\displaystyle {\mathrm {d}  \over \mathrm {d} x}\ln |x|={1 \over x}}
{\displaystyle {\mathrm {d}  \over \mathrm {d} x}x^{x}=x^{x}(1+\ln x)}

## Изводитригонометријскихфункција
| {\displaystyle {\mathrm {d} \over \mathrm {d} x}\sin x=\cos x} {\displaystyle {\mathrm {d} \over \mathrm {d} x}\cos x=-\sin x} {\displaystyle {\mathrm {d} \over \mathrm {d} x}\tan x=\sec ^{2}x={1 \over \cos ^{2}x}} {\displaystyle {\mathrm {d} \over \mathrm {d} x}\sec x=\tan x\sec x} {\displaystyle {\mathrm {d} \over \mathrm {d} x}\cot x=-\csc ^{2}x={-1 \over \sin ^{2}x}} {\displaystyle {\mathrm {d} \over \mathrm {d} x}\csc x=-\csc x\cot x} | {\displaystyle {\mathrm {d} \over \mathrm {d} x}\arcsin x={1 \over {\sqrt {1-x^{2}}}}} {\displaystyle {\mathrm {d} \over \mathrm {d} x}\arccos x={-1 \over {\sqrt {1-x^{2}}}}} {\displaystyle {\mathrm {d} \over \mathrm {d} x}\arctan x={1 \over 1+x^{2}}} {\displaystyle {\mathrm {d} \over \mathrm {d} x}\operatorname {arcsec} x={1 \over \|x\|{\sqrt {x^{2}-1}}}} {\displaystyle {\mathrm {d} \over \mathrm {d} x}\operatorname {arccot} x={-1 \over 1+x^{2}}} {\displaystyle {\mathrm {d} \over \mathrm {d} x}\operatorname {arccsc} x={-1 \over \|x\|{\sqrt {x^{2}-1}}}} |

## Изводихиперболичкихфункција
| {\displaystyle {\mathrm {d} \over \mathrm {d} x}\sinh x=\cosh x={\frac {e^{x}+e^{-x}}{2}}} {\displaystyle {\mathrm {d} \over \mathrm {d} x}\cosh x=\sinh x={\frac {e^{x}-e^{-x}}{2}}} {\displaystyle {\mathrm {d} \over \mathrm {d} x}\tanh x=\operatorname {sech} ^{2}\,x} {\displaystyle {\mathrm {d} \over \mathrm {d} x}\,\operatorname {sech} \,x=-\tanh x\,\operatorname {sech} \,x} {\displaystyle {\mathrm {d} \over \mathrm {d} x}\,\operatorname {coth} \,x=-\,\operatorname {csch} ^{2}\,x} {\displaystyle {\mathrm {d} \over \mathrm {d} x}\,\operatorname {csch} \,x=-\,\operatorname {coth} \,x\,\operatorname {csch} \,x} | {\displaystyle {\mathrm {d} \over \mathrm {d} x}\,\operatorname {arcsinh} \,x={1 \over {\sqrt {x^{2}+1}}}} {\displaystyle {\mathrm {d} \over \mathrm {d} x}\,\operatorname {arccosh} \,x={1 \over {\sqrt {x^{2}-1}}}} {\displaystyle {\mathrm {d} \over \mathrm {d} x}\,\operatorname {arctanh} \,x={1 \over 1-x^{2}}} {\displaystyle {\mathrm {d} \over \mathrm {d} x}\,\operatorname {arcsech} \,x={-1 \over x{\sqrt {1-x^{2}}}}} {\displaystyle {\mathrm {d} \over \mathrm {d} x}\,\operatorname {arccoth} \,x={1 \over 1-x^{2}}} {\displaystyle {\mathrm {d} \over \mathrm {d} x}\,\operatorname {arccsch} \,x={-1 \over \|x\|{\sqrt {1+x^{2}}}}} |